# 憲兵と幽霊
『憲兵と幽霊』（けんぺいとゆうれい）は、1958年公開の日本映画である。中川信夫監督、新東宝製作・配給、白黒映画、新東宝スコープ、8巻 / 2,046メートル（1時間15分）。

## 概要
『憲兵とバラバラ死美人』(1957年、並木鏡太郎監督)のヒットを受けて同傾向の作品を作ってほしいと大蔵貢から依頼を受けた中川信夫が「売国奴と愛国者」というテーマを出して、石川義寛が脚本化した作品である。『憲兵とバラバラ死美人』同様、天知茂と中山昭二が主演している。怪談の味つけをされた憲兵隊の内幕ものというキワモノながら、軍隊という強者とそれに翻弄される一兵士とその家族という弱者、そして軍隊やそれに支配されたマスコミの流す情報に翻弄されて弱者を苛める無責任な大衆という多様な視点から戦時中の世相を描いている。元々は硬派な軍事サスペンスであったが、大蔵が強引に怪談要素を盛り込ませたという。
天知茂がはじめて中川信夫作品に主演した作品である。

## あらすじ
1941年（昭和16年）、意中の人だった明子を部下の田沢憲兵伍長に奪われ嫉妬に狂った波島憲兵中尉は、機密書類盗難のスパイ罪を田沢に着せ、激しい拷問の末に処刑する。マスコミや周囲から非国民と罵られ生活苦に喘ぐ田沢の母と明子に波島が近づき、田沢の母を死に追いやり明子を征服してしまう。
波島は明子に飽きると彼女を捨てて任務で大陸に渡り、その後を兄の冤罪を晴らそうと憲兵になった田沢二等兵と波島に復讐しようとする明子が追う。武漢の陸軍司令部に着任した波島は、中国人の大物・張覚仁に極秘書類を渡す任務につき、張の情婦である紅蘭と恋に落ちるが、次第に過去自分が陥れた者たちの幽霊に悩まされるようになり、真相を知る高橋軍曹を田沢の亡霊と誤って殺してしまうのだった。

## スタッフ
- 監督： 中川信夫
- 製作： 大蔵貢
- 企画： 津田勝二
- 脚本： 石川義寛
- 撮影： 西本正
- 美術： 黒澤治安
- 照明： 関川次郎
- 録音： 片岡造
- 音楽： 江口夜詩
- 編集： 後藤敏男
- 助監督： 石川義寛

## キャスト
- 波島憲兵中尉： 天知茂
- 田沢憲兵伍長・田沢二等兵（二役）： 中山昭二
- 田沢明子： 久保菜穂子
- 田沢しず： 宮田文子
- 張覚仁： 芝田新
- 紅蘭： 三原葉子
- 踊り子： 万里昌代
- 歌手： 胡美芳
- 小森憲兵中佐： 中村彰
- 高橋憲兵軍曹： 三村俊夫
- 金成日： 国創典

## 映像ソフト
- 2000年9月22日に発売イマジカ・販売エスモックよりDVDが発売された[3]。